# تشکینی
تشکینی (به چکی: Čkyně) یک منطقهٔ مسکونی در جمهوری چک است که در ناحیه پراخاتیتسه واقع شده‌است. تشکینی ۲۰٫۶۸ کیلومتر مربع مساحت و ۱٬۵۶۰ نفر جمعیت دارد و ۵۲۳ متر بالاتر از سطح دریا واقع شده‌است.